# Curto Circuito (programa de televisão)
Curto Circuito é um programa de TV criado em 1999 por Rui Unas e Pedro Miguel Paiva, através da produtora de ambos, Sigma 3, Produções Audiovisuais, Lda. Atualmente é exibido na SIC Radical e também na SIC K, normalmente nas madrugadas. Foi emitido de segunda a sexta durante mais de duas décadas, sendo agora emitido apenas duas vezes por semana (sem contar com as reposições).

## O Programa

### Início e Objectivos
O programa estreou-se a 15 de Setembro no CNL - Canal de Notícias de Lisboa - da TV Cabo. O formato estreado contemplava 3 horas de programa em directo, com a apresentação de Rui Unas e Rita Mendes. A coordenação e produção do programa estava a cargo de Pedro Miguel Paiva, Ricardo "Tiger" Silva e a realização era de Gonçalo Sousa e Melo.
O Curto Circuito sobrevive ao fim do CNL transitando temporariamente para o Canal Programação (conhecido por Canal 21) da TV Cabo já com a presença também de Fernando Alvim para vir a servir de programa âncora de um novo canal da TV Cabo: a SIC Radical. Este novo canal da SIC iniciou as suas emissões a 23 de Abril de 2001 às 17:00 horas com o Curto Circuito, programa que entretanto produziu uma alteração substancial da imagem cenográfica e gráfica. Nesta nova fase entra Patrícia Bull. O objectivo inicial do programa era criar um espaço de interactividade, aberto à discussão de vários temas do quotidiano da juventude, com forte incidência na promoção e informação de variadas vertentes da cultura jovem - música, cinema, multimédia, videojogos, viagens, desporto, moda e tendências, mostrando-se sempre dinamismo na sua evolução quer na sua linguagem gráfica e cenográfica, quer nos seus conteúdos.

### Lançamento de novos talentos
Em 10 anos de emissões na SIC Radical, o programa já lançou novos talentos televisivos, como por exemplo, a conhecida ex-apresentadora Teresa Tavares que após abandonar o programa, em 2003, passou a ser actriz. Rita Andrade saiu em 2008 e foi transferida para o canal generalista da SIC onde passou a fazer parte do programa "Fama Show". Solange F. ficou famosa pela sua irreverência mostrada no programa; após a sua saída do Curto Circuito, em 2008, passou a ser uma das tertulianas do programa "Fátima". Podemos destacar outros talentos, de elevada relevância, como por exemplo Joana Dias, João Manzarra, entre outros. O aparecimento destes nomes acontece com o "CC Casting" - concurso onde qualquer pessoa pode participar, que tem apenas um objectivo: ser o próximo apresentador do Curto Circuito. O programa contou ainda com a participação, durante 3 anos, de Pedro Ribeiro, já conhecido da Rádio Comercial.
João Paulo Sousa e Maria Botelho Moniz foram outras das caras a dar cartas no programa. Atualmente são presença assídua na SIC Generalista.

### CC Casting
| 1ª Edição CC Casting | 2001 | Teresa Tavares                       |
| 2ª Edição CC Casting | 2004 | Rita Andrade e Solange F.            |
| 3ª Edição CC Casting | 2005 | Pedro Miranda                        |
| 4ª Edição CC Casting | 2006 | Sílvia Mendes e João Manzarra        |
| 5ª Edição CC Casting | 2008 | Rui Maria Pêgo                       |
| 6ª Edição CC Casting | 2009 | Diana Bouça-Nova                     |
| 7ª Edição CC Casting | 2011 | Maria Botelho-Moniz e João Arroja    |
| 8ª Edição CC Casting | 2014 | Idevor Mendonça e Inês Aires Pereira |
| 9 Edição CC Casting  | 2017 | Sara Cecília                         |

Como foi dito anteriormente, o principal criador destes novos talentos do programa é o "CC Casting". Basicamente o "CC Casting" consiste numa "competição" entre vários concorrentes,  maioritariamente jovens, que têm todos como objectivo ser o próximo apresentador do Curto Circuito. Para isso os concorrentes têm de passar por várias fases, e conforme as suas prestações em cada uma delas, os participantes vão recebendo votos do público e os menos votados de cada fase vão sendo eliminados, com o objectivo de obter uma fase final com apenas os 5 melhores participantes; o mais votado ganha o concurso e assina um novo contrato com a SIC Radical. Neste concurso, qualquer anónimo se pode inscrever, basta seguir as indicações do site oficial. A primeira grande vencedora deste casting foi a Teresa Tavares, em 2001, que em simultâneo estava a gravar a novela "Anjo Selvagem", ambos os projectos foram a grande rampa de lançamento deste talento. No "CC Casting" seguinte, em 2003, houve duas vencedoras, a Solange F. e a Rita Andrade, que marcaram uma grande fase do Curto Circuito. Em 2005, houve outro "CC Casting" que teve como vencedor o Pedro Miranda, esta já tinha ficado conhecido como o cromo do programa "Ídolos" que mandou o júri "ir apanhar morangos". No "CC Casting" de 2006 os grandes vencedores foram João Manzarra e Silvia Mendes, o primeiro tem evoluído muito desde então, representou na sua série "Pokerzada" com Salvador Martinha, já apresentou o programa "TGV" na SIC generalista, actualmente apresenta o programa "Ídolos", e já entrou em muitos mais projectos, é talvez um dos talentos com mais evolução. Em 2008, Rui Pêgo foi o vencedor, houve alguma polémica em torno deste jovem talento, devido ao facto de ser filho da conhecida apresentadora portuguesa Júlia Pinheiro. Em 2009 a vencedora do "CC Casting" foi Diana Bouça-Nova, que também já tinha alguma experiência na televisão, era a cara da estação por cabo MVM, programa que se chamava "Posto 7". O casting seguinte decorreu no ano de 2011, tendo sido iniciado em Março; a fase de casting durou quase 4 meses e os vencedores foram anunciados no programa de dia 29 de Julho de 2011, sendo eles Maria Botelho-Moniz e João Arroja - este casting marca o início de um novo ciclo que faz o programa "começar do zero" (palavras de Pedro Paiva (criador do programa) no programa da final da 7ª Edição do CC Casting), colmatando com a saída de Diogo Valssassina, Rui Pêgo e Diana Bouça-Nova. Entre Abril e Julho de 2014 decorreu a 8ª edição do CC Casting by WTF de onde saíram como vencedores a dupla Inês Aires Pereira e Idevor Mendonça. A dupla vencedora juntou-se a João Paulo Sousa e Maria Botelho Moniz em Setembro de 2014. A Inês e o Idevor já tinha tido experiências em televisão na área da representação, sendo o CC All Stars o primeiro grande desafio na apresentação televisiva das suas carreira. Do último CC Casting, inteiramente feminino, saiu vencedora a atriz Sara Cecília.

### Festivais de Verão

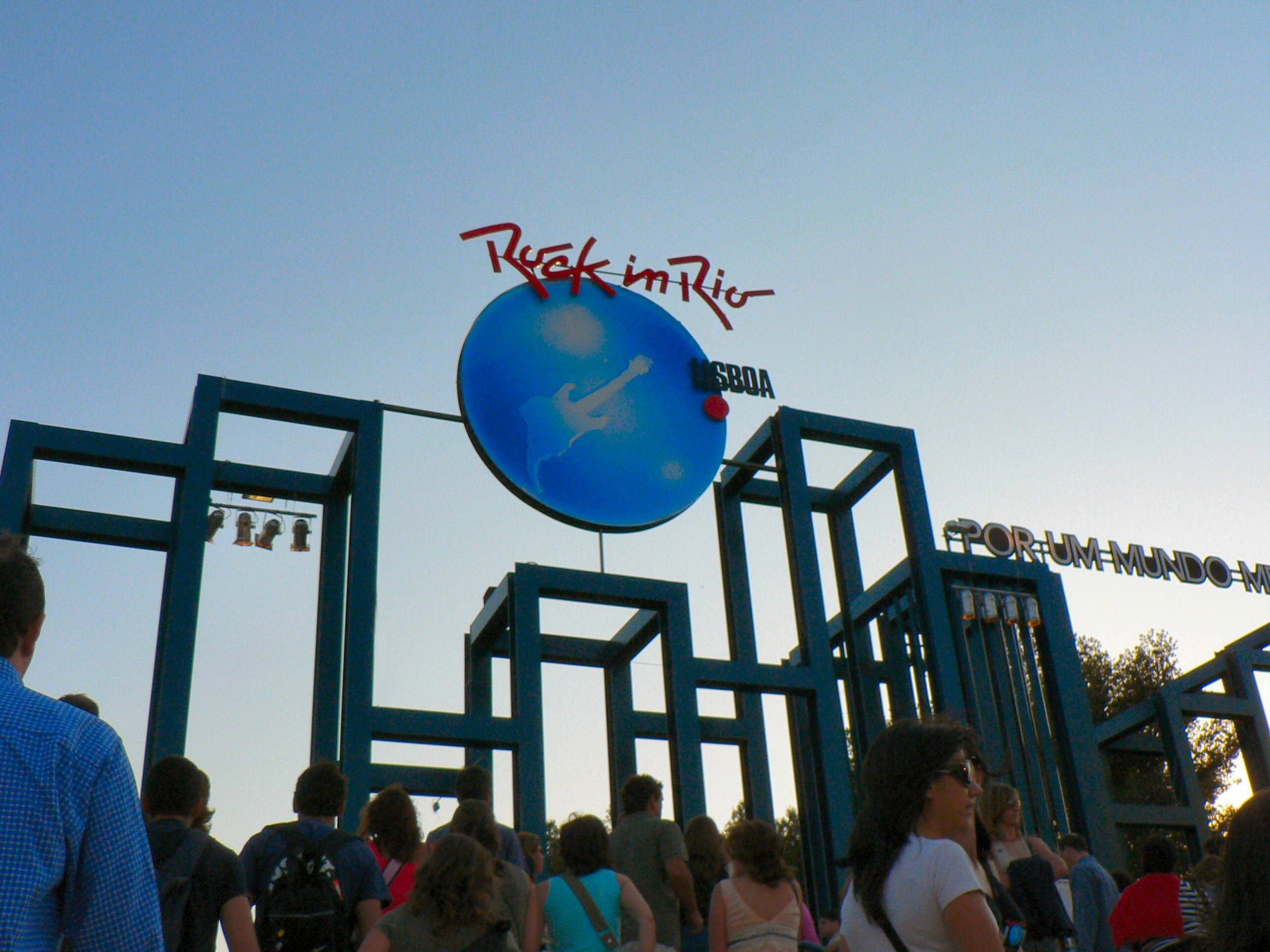
Entrada do Rock in Rio Lisboa em 2006.

A presença nos grandes eventos musicais de verão - festivais de verão - são uma constante no programa. Mais de 40 emissões em directo nos recintos destes festivais e mais de 120 horas em directo, com transmissões de concertos e muita diversão completam o perfil de transmissões que revolucionaram os festivais de verão e as próprias transmissões televisivas destes eventos. Eis a lista dos festivais emitidos pelo programa:
- Rock In Rio - 2004, 2006, 2008, 2010 , 2012, 2014, 2016
- Festival Sudoeste - 2001, 2002, 2003, 2004, 2005, 2006, 2007, 2008, 2009, 2010, 2011, 2012, 2013, 2014 e 2015
- Super Bock Super Rock - 2006, 2007, 2008, 2009, 2010, 2011, 2012, 2013, 2014 e 2015
- Festival de Vilar de Mouros - 2001, 2002 e 2003;
- Festival Paredes de Coura - 2001, 2002, 2003, 2005, 2007 e 2008; 2015;
- Festival Optimus Alive - 2007, 2008, 2009, 2010 e 2011;
- Festival Creamfields - 2007.

## Apresentadores
|    | Nome                 | Anos de Actividade         | Notas                                      | Referências         |
| -- | -------------------- | -------------------------- | ------------------------------------------ | ------------------- |
| 1  | Rui Unas             | 1999-2002, 2009            | Primeiros Apresentadores do Curto Circuito | [carece de fontes?] |
| 2  | Rita Mendes          | 1999-2000, 2002            | Primeiros Apresentadores do Curto Circuito | [carece de fontes?] |
| 3  | Fernando Alvim       | 1999-2002, 2006            | -                                          | [carece de fontes?] |
| 4  | Patrícia Bull        | 2001                       | -                                          | [carece de fontes?] |
| 5  | Irina Furtado        | 2001-2002                  | -                                          | [carece de fontes?] |
| 6  | Teresa Tavares       | 2001-2003                  | Vencedora da 1ª Edição do CC Casting.      | [ 2 ]               |
| 7  | Diogo Beja           | 2002-2003                  | -                                          | [carece de fontes?] |
| 8  | Sylvie Dias          | 2002-2004                  | -                                          | [carece de fontes?] |
| 9  | Carla Salgueiro      | 2003                       | -                                          | [carece de fontes?] |
| 10 | Bruno Nogueira       | 2003-2005                  | -                                          | [carece de fontes?] |
| 11 | Pedro Ribeiro        | 2003-2005                  | -                                          | [carece de fontes?] |
| 12 | Rita Andrade         | 2004-2008                  | Vencedoras da 2ª Edição do CC Casting.     | [ 2 ]               |
| 13 | Solange F.           | 2004-2008                  | Vencedoras da 2ª Edição do CC Casting.     | [ 2 ]               |
| 14 | Joana Dias           | 2006-2008                  | Participou na 2ª Edição do CC Casting.     | [ 2 ]               |
| 15 | Pedro Miranda        | 2004-2005                  | Vencedor da 3ª edição do CC Casting.       | [ 2 ]               |
| 16 | Sílvia Mendes        | 2006-2008                  | Vencedores da 4ª Edição do CC Casting.     | [ 2 ]               |
| 17 | João Manzarra        | 2007-2011                  | Vencedores da 4ª Edição do CC Casting.     | [ 2 ]               |
| 18 | Joana Azevedo        | 2008-2009                  | Convidada pela Produção                    |                     |
| 19 | Diogo Valsassina     | 2008-2011                  | Convidado pela Produção                    |                     |
| 20 | Rui Maria Pêgo       | 2008-2011                  | Vencedor da 5ª Edição do CC Casting.       |                     |
| 21 | Diana Bouça-Nova     | 2009-2011                  | Vencedora da 6ª Edição do CC Casting.      |                     |
| 22 | Carolina Torres      | 2010-2013, 2015-2016, 2018 | Convidada por Pedro Boucherie              | [ 4 ]               |
| 23 | Rui Porto Nunes      | 2010-2011                  | Convidado pela Produção                    | [ 5 ]               |
| 24 | Maria Botelho Moniz  | 2011-2014                  | Vencedores da 7ª Edição do CC Casting.     |                     |
| 25 | João Arroja          | 2011-2012                  | Vencedores da 7ª Edição do CC Casting.     |                     |
| 26 | João Paulo Sousa     | 2011-2017                  | Convidado pela produção.                   |                     |
| 27 | Inês Aires Pereira   | 2014-2016                  | Vencedores da 8ª Edição do CC Casting.     |                     |
| 28 | Idevor Mendonça      | 2014-2016                  | Vencedores da 8ª Edição do CC Casting.     |                     |
| 29 | Rita Camarneiro      | 2015-2019                  | Convidada pela produção.                   |                     |
| 30 | Guilherme Fonseca    | 2015-2018                  | Convidado pela produção.                   |                     |
| 31 | Sara Cecília         | 2017-2019                  | Vencedora da 9 edição do CC Casting .      |                     |
| 32 | Conguito             | 2017-2019                  | Convidado pela produção.                   |                     |
| 33 | D8                   | 2017-2019                  | Convidado pela produção.                   |                     |
| 34 | Pedro Durão          | 2019-2021                  | Convidado pela produção.                   |                     |
| 35 | Joana Miranda        | 2019-2021                  | Convidada pela produção.                   |                     |
| 36 | Maria Dominguez      | 2019-2021                  | Convidada pela produção.                   |                     |
| 37 | Luana do Bem         | 2020-2022                  | Convidada pela produção.                   |                     |
| 38 | Maria Seixas Correia | 2021-Presente              | Convidada pela produção.                   |                     |
| 39 | Luís Pinheiro        | 2021-2025                  | Convidado pela produção.                   |                     |
| 40 | Ricardo Maria        | 2021-2024                  | Convidado pela produção.                   |                     |
| 41 | Inês Abrantes        | 2022-Presente              | Convidada pela produção.                   |                     |
| 42 | Manuel Rosa          | 2024-Presente              | Convidado pela produção.                   |                     |
| 43 | Luís Marvão          | 2025-Presente              | Convidado pela produção.                   |                     |
| 44 | Helena Beck          | 2025-Presente              | Convidada pela produção.                   |                     |